# Scabiosa galianoi
Scabiosa galianoi é uma espécie de planta com flor pertencente à família Dipsacaceae.
A autoridade científica da espécie é Devesa, tendo sido publicada em Taxon' 53: 175 (2004).

## Portugal
Trata-se de uma espécie presente no território português, nomeadamente em Portugal Continental.
Em termos de naturalidade é endémica da Península Ibérica.

## Protecção
Não se encontra protegida por legislação portuguesa ou da Comunidade Europeia.